# Yakov Kaprov
Yakov Ilyich Kaprov, uzb. cyr. Яков Ильич Капров, ros. Яков Ильич Капров, Jakow Iljicz Kaprow (ur. 23 lipca 1934, Uzbecka SRR, zm. 11 stycznia 2017) – uzbecki piłkarz pochodzenia rosyjskiego, grający na pozycji napastnika, trener piłkarski.

## Kariera piłkarska
W 1955 rozpoczął karierę piłkarską w klubie Spartak Taszkent. W 1956 rozegrał jeden sezon w Paxtakorze Taszkent, a potem bronił barw klubu Trudovye Rezervy Taszkent, w którym zakończył karierę piłkarza.

## Kariera trenerska
Po zakończeniu kariery piłkarza rozpoczął pracę szkoleniowca. W 1965 prowadził SKA Taszkent. W latach 1967–1969 pomagał trenować Pamir Leninabad. W 1970 kierował FK Yangiyer. W 1971 dołączył do sztabu trenerskiego Pamiru Duszanbe, w którym najpierw pomagał trenować, a od lipca do końca 1971 oraz od lipca do września 1973 roku stał na czele klubu. Prowadził kluby Dinamo Samarkanda (1978), Amudaryo Nukus (1979), Xorazm Xonqa (1981, 1985-1986), Soxibkor Xalqobod (1989), Nurafshon Buxoro (1992) i Metallurg Bekobod (1999). Również pracował jako asystent trenera w klubach Czornomoreć Odessa, Zwiezda Dżyzak, Paxtakor Taszkent, So'g'diyona Dżyzak, MHSK Taszkent, Mavdanchi/Metallurg Bekobod i Qizilqum Zarafshon.

## Sukcesy i odznaczenia

### Odznaczenia
- tytuł Mistrza Sportu ZSRR
- tytuł Zasłużonego Trenera Tadżyckiej SRR